# Trentepohlia tucumana
Trentepohlia tucumana är en tvåvingeart som beskrevs av Alexander 1936. Trentepohlia tucumana ingår i släktet Trentepohlia och familjen småharkrankar. Inga underarter finns listade i Catalogue of Life.